# Cantone di Maisons-Alfort
Il Cantone di Maisons-Alfort è una divisione amministrativa dell'Arrondissement di Créteil.
È stato istituito a seguito della riforma dei cantoni del 2014, che è entrata in vigore con le elezioni dipartimentali del 2015.

## Composizione
Comprende il solo comune di Maisons-Alfort.